# براکستون (ویرجینیای غربی)
براکستون (به انگلیسی: Bruxton) یک منطقهٔ مسکونی در ایالات متحده آمریکا است که در شهرستان رندولف، ویرجینیای غربی واقع شده‌است. براکستون ۵۹۴٫۹۸ متر بالاتر از سطح دریا واقع شده‌است.